# 砂川昇健
砂川 昇健（すなかわ しょうけん）は、日本の実業家。株式会社ベアフォスターホールディングス代表取締役。

## 来歴
沖縄県石垣市登野城出身。高校を卒業してすぐに上京し、「一旗揚げるまでは帰らないぞ」と誓い、様々な職を経験した後、1998年7月24日に株式会社システムアートを設立。以降、現在まで代表を務める。